# Seydou Keïta (Fotograf)
Seydou Keïta (* 1923 in Bamako, Französisch-Sudan; † 21. November 2001 in Paris, Frankreich) war ein malischer Fotografiekünstler. Er gilt neben Malick Sidibé als einer der bedeutendsten Fotografen Afrikas.

## Leben
Keïta absolvierte zunächst eine Schreinerlehre bei seinem Vater und seinem Onkel. Von seinem Onkel bekam er 1935 seine erste Kamera, eine Kodak Brownie Flash. 1948 eröffnete er ein eigenes Studio in Bamako-Coura; der Schwerpunkt lag bei Auftragporträts. Das Fotografierhandwerk erlernte Keita bei dem Fotografen und Freiheitskämpfer Mountaga Kouyaté. 1962, mit der Unabhängigkeit Malis, trat er als „Beamten-Fotograf“ in den Staatsdienst ein. 1991 erfolgte die erste Ausstellung seiner Fotografien in New York City, zunächst noch als „unknown“ klassifiziert. Dank der Recherchen von André Maguin wurde Keïta als Urheber identifiziert. In der Folge wurde sein Œuvre international rezipiert, auf Festivals, Ausstellungen und in Publikationen, wie in Zeitschriften und in Buchform.
Er ist vor allem für seine Porträts von Menschen und Familien bekannt, die er zwischen 1940 und Anfang der sechziger Jahre aufnahm. Keïta war ein Autodidakt. Seine Bilder dokumentieren die malischen Gesellschaft und sind international als Kunstwerke anerkannt.

## Ausstellungen
- 2006–2007  100% Africa, Guggenheim Museum, Bilbao.
- 2006  Vive l'Afrique, Galerie du Jour, Tokyo.
- 2005–2006 African Art Now: Masterpieces from Jean Pigozzi Collection, National Museum of African Art, Washington, D.C., Museum of Fine Arts, Houston.
- 2005 Arts of Africa, The Contemporary collection of Jean Pigozzi, Grimaldi Forum, Monaco.
- 2005  Vive l'Afrique, Galerie du jour, Paris.
- 2005  A hundred year of children, The Bunkamura Museum of art, Tokyo, the Niigata Bandaijima Art Museum, Niigata.
- 2003  Go Johnny go! The electric guitar/art and myth, Kunsthalle, Wien.
- 2003  Samuel Fosso, Malick Sidibé, Seydou Keita, Vestafrikansk portrettfotografi, Noersk Museum of fotografi, Horten.
- 2002  I ka nyì tan, Seydou Keita e Malick Sidibé fotografi a Bamako, Museo Hendrik, Rom.
- 2002  Flash Afrique!, Kunsthalle, Wien.
- 2000  Voilà, Le Monde danse la tete, Muséet D’Art Moderne de la Ville de Paris, Paris.
- 1999  PhotoEspana 99: Seydou Keita y Malik Sidibè: retrospectiva, Real jardìn Botanico, Madrid.
- 1999  Seydou Keita, Saint Louis Museum of Art, St. Louis, Missouri.
- 1997  Seydou Keita, San Francisco Museum of Modern Art, San Francisco.
- 1996  In/ sight: African Photographers, 1940 to the present, Guggenheim Museum, New York.[2]
- 1996  Seydou Keita, Photographer: portrait from Bamako, Mali, National Museum of African Art, Washington, D.C.
- 1995  Big City: Artist from Africa, Serpentine Gallery, London.
- 1994  Seydou Keita: 1949 à 1962, Fondation Cartier, Paris.
- 1994  Recontres Photographiques de Bamako (1), Bamako, Mali.
- 1991  Africa Explores: 20th Century African Art, The center of African Art, New York (1991).

## Lexikalischer Eintrag
- Hans-Michael Koetzle: Fotografen A-Z. Taschen Deutschland, 2015 ISBN 978-3-8365-1107-0